# 20991 Jánkollár
A 20991 Jankollar (ideiglenes jelöléssel 1984 WX1) a Naprendszer kisbolygóövében található aszteroida. Milan Antal fedezte fel 1984. november 28-án.
Nevét Ján Kollár szlovák származású evangélikus lelkész, költő, esztéta és népdalgyűjtő után kapta.